# Montjoier
Montjoier (nom en occità; en francès, Montjoyer) és un municipi francès situat al departament de la Droma i a la regió d'Alvèrnia-Roine-Alps. L'any 2007 tenia 281 habitants.

## Demografia

### Població
El 2007 la població de fet de Montjoier era de 281 persones. Hi havia 84 famílies de les quals 13 eren unipersonals (13 dones vivint soles i 13 dones vivint soles), 25 parelles sense fills, 42 parelles amb fills i 4 famílies monoparentals amb fills.
La població ha evolucionat segons el següent gràfic:
Habitants censats

### Habitatges
El 2007 hi havia 115 habitatges, 87 eren l'habitatge principal de la família, 21 eren segones residències i 7 estaven desocupats. 112 eren cases i 3 eren apartaments. Dels 87 habitatges principals, 73 estaven ocupats pels seus propietaris, 10 estaven llogats i ocupats pels llogaters i 3 estaven cedits a títol gratuït; 7 tenien tres cambres, 27 en tenien quatre i 52 en tenien cinc o més. 70 habitatges disposaven pel capbaix d'una plaça de pàrquing. A 35 habitatges hi havia un automòbil i a 46 n'hi havia dos o més.

### Piràmide de població
La piràmide de població per edats i sexe el 2009 era:
| Homes | Edats   | Dones |
| ----- | ------- | ----- |
| 0     | 95 o +  | 0     |
| 4     | 90 a 94 | 0     |
| 12    | 85 a 89 | 4     |
| 4     | 80 a 84 | 0     |
| 16    | 75 a 79 | 4     |
| 0     | 70 a 74 | 0     |
| 4     | 65 a 69 | 4     |
| 4     | 60 a 64 | 4     |
| 0     | 55 a 59 | 0     |
| 20    | 50 a 54 | 8     |
| 8     | 45 a 49 | 4     |
| 8     | 40 a 44 | 0     |
| 16    | 35 a 39 | 8     |
| 8     | 30 a 34 | 8     |
| 4     | 25 a 29 | 4     |
| 0     | 20 a 24 | 0     |
| 4     | 15 a 19 | 4     |
| 20    | 10 a 14 | 12    |
| 0     | 5 a 9   | 4     |
| 4     | 0 a 4   | 8     |

## Economia
El 2007 la població en edat de treballar era de 177 persones, 107 eren actives i 70 eren inactives. De les 107 persones actives 95 estaven ocupades (54 homes i 41 dones) i 12 estaven aturades (3 homes i 9 dones). De les 70 persones inactives 15 estaven jubilades, 27 estaven estudiant i 28 estaven classificades com a «altres inactius».

### Ingressos
El 2009 a Montjoier hi havia 91 unitats fiscals que integraven 240,5 persones, la mediana anual d'ingressos fiscals per persona era de 17.043 €.

### Activitats econòmiques
Dels 10 establiments que hi havia el 2007, 2 eren d'empreses extractives, 1 d'una empresa alimentària, 2 d'empreses de comerç i reparació d'automòbils, 1 d'una empresa d'hostatgeria i restauració, 3 d'entitats de l'administració pública i 1 d'una empresa classificada com a «altres activitats de serveis».
L'any 2000 a Montjoier hi havia 11 explotacions agrícoles que ocupaven un total de 260 hectàrees.

## Equipaments sanitaris i escolars
El 2009 hi havia una escola elemental integrada dins d'un grup escolar amb les comunes properes formant una escola dispersa.

## Poblacions més properes
El següent diagrama mostra les poblacions més properes.